# Driepunthangmatspin
De driepunthangmatspin (Saaristoa abnormis) is een spinnensoort in de taxonomische indeling van de hangmatspinnen (Linyphiidae). De spin komt voor in een groot deel van Europa.
Het dier komt uit het geslacht Saaristoa. De driepunthangmatspin werd in 1841 beschreven door John Blackwall.